# Cornelis Heij
Cornelis (Kees) Heij (Utrecht, 27 november 1919 – 's-Gravenhage, Waalsdorpervlakte, 29 februari 1944) was een Nederlands verzetsstrijder tijdens de Tweede Wereldoorlog.

## Biografie
Kees Heij werd geboren in Utrecht, als zoon van Dirk Johan Heij en Theodora Antoinetta Boer. Zijn vader was incasseerder van beroep. Het gezin woonde in de Obrechtstraat. Hij had twee oudere broers, Leo en Bertus, en vijf zusjes. Heij was instrumentmaker van beroep.

### Tweede Wereldoorlog
Samen met zijn broers Leo en Bertus sloot Heij zich tijdens de oorlog aan bij de verzetsgroep Oranje Vrijbuiters, onder leiding van Klaas Postma. Hij was lid van de knokploeg van de Vrijbuiters. Heij werd, samen met zijn twee broers en Pieter Verhage, op 17 december 1943 in Arnhem gearresteerd. Ze waren in de val gelokt door medelid Joop de Heus, die had voorgesteld om een overval te plegen op het distributiekantoor in Elst. Zijn contactpersoon die hen van wapens zou voorzien werkte echter voor de Sicherheitsdienst. De gearresteerden werden overgebracht naar het Oranjehotel in Scheveningen, waar al meer Oranje Vrijbuiters werden gevangengehouden. Kees Heij werd vastgezet in cel 509.
Op 28 februari 1944 volgde een proces voor het Polizeistandgericht, waarbij twintig Oranje Vrijbuiters, onder wie de gebroeders Heij, ter dood werden veroordeeld. Het vonnis werd op 29 februari op de Waalsdorpervlakte voltrokken. Bertus Heij kreeg, nadat hij had moeten aanzien hoe zijn broers en verzetskameraden in een kuil terecht waren gekomen, gratie omdat hij op dezelfde dag jarig was als Hitler. Zijn straf werd omgezet in twintig jaar tuchthuisstraf. Ook Jan van der Voort kreeg gratie.

### Na de oorlog
Na de oorlog werden de lichamen van de gefusilleerde verzetsstrijders op de Waalsdorpervlakte teruggevonden. De lichamen werden na identificatie tijdelijk begraven in een massagraf op de Algemene Begraafplaats in Den Haag. In 1946 werden de gefusilleerde Oranje Vrijbuiters herbegraven op begraafplaats Tolsteeg in Utrecht. De plechtigheid was georganiseerd door Frits Meulenkamp en Bertus Heij. De achttien verzetsstrijders werden begraven in negen graven. Kees Heij deelt een graf met zijn broer Leo. Op 10 mei 1947 werd aldaar een monument onthuld.

## Eerbetoon
- Zijn naam staat vermeld op de Erelijst van Gevallenen 1940-1945.[7]
- Zijn naam staat vermeld op het digitaal Monument Oranjehotel.[8]